# Подольское воеводство
Подольское воеводство (пол. Województwo podolskie) — воеводство Речи Посполитой, существовавшее в 1434—1793 годах в составе Малопольской провинции Королевства Польского. Воеводство было ликвидировано в связи со вторым разделом Польши и гродненским сеймом в 1793 году.
Столицей воеводства был Каменец-Подольский. Шляхетский сейм (сеймик) располагался также в Каменец-Подольском. В составе этого воеводства было три повета: Каменецкий, Летичевский и Червоногродский. Воеводство имело трёх сенаторов которыми были: воевода подольский, каштелян и епископ каменецкие.

## История
С середины XIV века название Подолье начало использоваться для обозначения юго-восточной части Галицко-Волынского княжества, центром которого был город Бакота на Днестре. После перехода региона в конце 1340-х годов под власть литовских князей Кориатовичей Подолье вошло в состав Великого княжества Литовского. Не позднее 1366 года Кориатовичи принесли присягу польскому королю Казимиру III Великому и, фактически стали самостоятельными правителями Подольского княжества. В 1377 году князья Александр и Борис Кориатовичи признали вассальную зависимость от венгерского и польского короля Лайоша I Великого.
Осенью 1394 года литовский князь Витовт изгнал князей Фёдора и Василия Кориатовичей. После чего в 1394—1395 годах Подолье было разделено на три части: Восточное Подолье получил Витовт, Западное Подолье — краковский воевода, а округи Стенка и Теребовль были присоединены к Польскому королевству.
В 1411 году, после Грюнвальдской битвы 1410 года, Владислав II передал Западное Подолье в пожизненное владение Витовту. После смерти Витовта в 1430 году пропольски ориентированная часть шляхты Подолья захватила город Каменц. В соответствии с условиями перемирия 1431 года произошёл новый раздел Подолья между Польским королевством и Литовским княжеством. За Польшей было закреплено Западное Подолье, а за ВКЛ — Восточное Подолье.
В 1434 году на территорию Западного Подолья было создано Подольское воеводство с центром в городе Каменец. С 1435 года упоминаются воевода, каштелян, судья, подсудок, писарь, подкоморий нового воеводства. Окончательно территория воеводства была сформирована в результате военной кампании польских войск. 
В 1447 году подольский генеральный староста Теодорик из Бучача захватил северо-восточное Подолье и фактически присоединил его к воеводству. Вплоть до середины XVI века название Подольское воеводство практически не использовалось в документах, его заменял  термин «Подольская земля».

## География
Подольское воеводство располагалось в центральной части Подольской возвышенности. Вся территория воеводства относится к бассейну Чёрного моря. Юг воеводства относится к бассейну Днестра, столица воеводства — Камянец расположена на левом притоке Днестра — реке Смотрич. На севере воеводства находятся истоки Южного Буга и реки бассейна Днепра-Припяти.